# 日本橋郵便局
日本橋郵便局（にほんばし ゆうびんきょく）は、東京都中央区日本橋1-18-1にある郵便局。民営化前の分類では集配普通郵便局であった。

## 概要
住所：〒103-8994 東京都中央区日本橋1-18-1

## 歴史

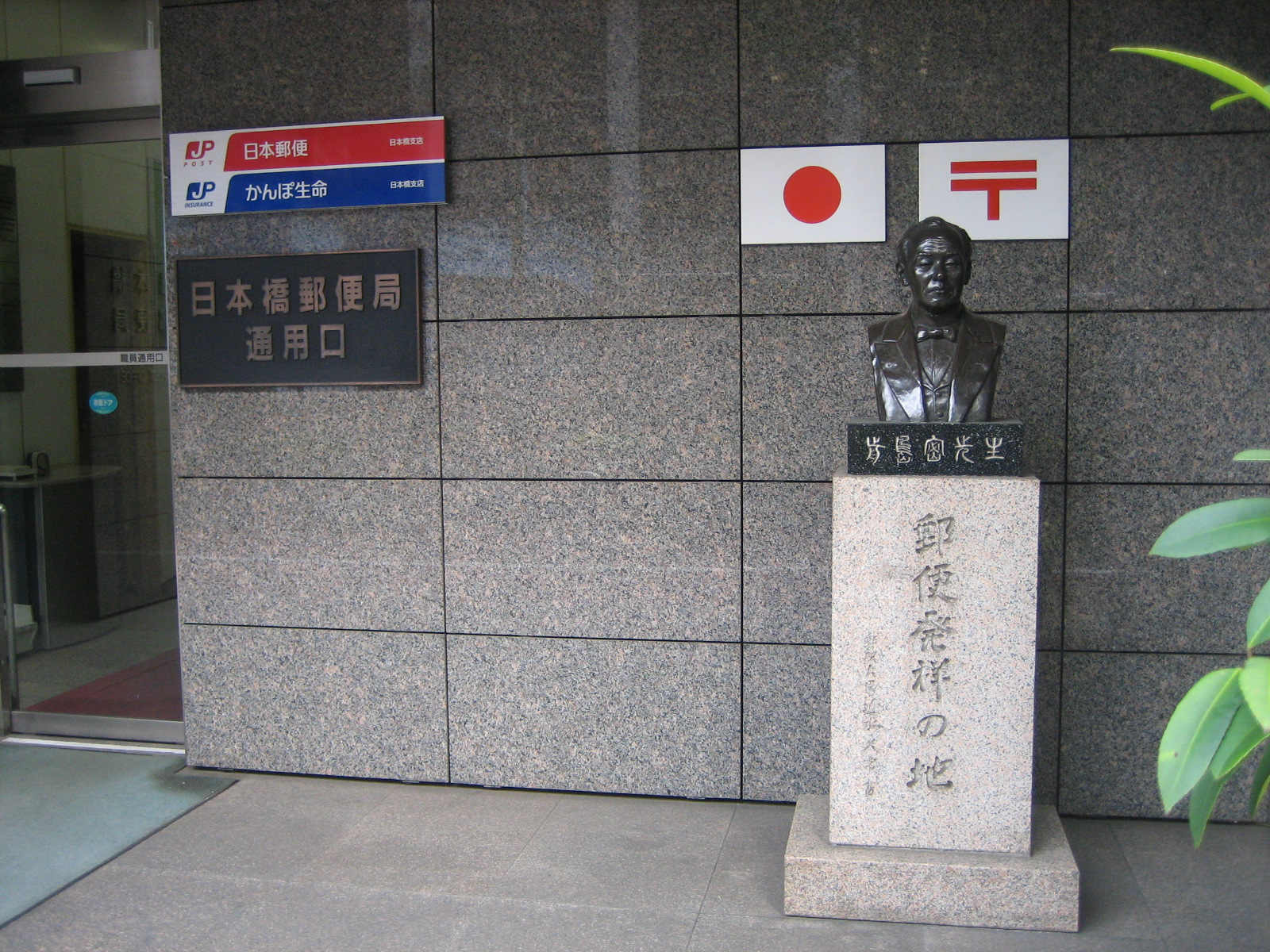
「郵便発祥の地」碑（ブロンズ製前島密胸像と「郵便発祥の地」石碑の一体化した記念碑）

### 郵便発祥の地
当局は、明治4年3月1日（新暦換算：1871年4月20日）に近代郵便制度が始まった際、駅逓司（現在の総務省、日本郵政、及び日本電信電話の源流の一つにあたる機関）と郵便役所（東京中央郵便局の前身）が設置された地にあり、「郵便発祥の地」を記念する石碑と銘板、および、「日本近代郵便の父」として知られる前島密のブロンズ製胸像が設置されている。石碑と前島の胸像は一体化した形で南西側通用口横に、銘板は北側利用者入口の壁にある。また、1985年（昭和60年）に刷新された当局の風景印には「郵便発祥の地」碑が図案として採り入れられた。
1995年（平成3年）4月1日には「郵便発祥の地」として中央区の史跡に指定された。

### 明治の駅逓寮
江戸幕府の魚類御用屋敷をほとんど改修することなく転用し続けていた最初の3年近くは、郵便事業向けに造られたわけでもなく、ひどく手狭で立て付けも悪いオンボロ屋敷での作業を強いられていたが、当局は、1873年（明治6年）12月になってようやく駅逓寮庁舎の大規模改築に着手し、明くる1874年（明治7年）の4月30日に完成を見た。新庁舎は、木造瓦葺き漆喰仕上げ2階建ての擬洋風建築で、ファブルブランド舶来製の壁掛け時計を掲げた時計塔の時報も真新しく、バルコニーのある白く美麗な建築物であったことから、文明開化のシンボルとして注目を集め、錦絵や浮世絵名所絵に数多く描かれたり、夜にライトアップされるなどして、東京名所の一つに数えられるまでになった。かかる新庁舎を描いた絵画としては、3代目歌川広重の開化絵『東京開化名所 四日市郵便役所』（1875年〈明治8年〉刊行）などがある。しかし、1888年（明治21年）2月、東京府民や旅行者に愛された名建築は火事によって焼失し、わずか14年で姿を消してしまった。
そうして実物は失われてしまったものの、人気を背景に多くの絵師が盛んに描き留めたことはこの建築物にとって幸運で、焼失することが存在そのものを忘却の彼方へ押しやるきっかけになってしまうことの多い世の習いに反して、忘れられることなく、日本国における近代郵便事業の黎明を象徴する記念碑的存在として、または、文明開化の気運を表現できる時代的アイコンとして、様々に取り上げられる機会の多いものとなっている。郵便事業に関わる切手が発行される際、何度もデザインに採り入れられてきたのも、それが所以である。

### 年表

#### 明治時代
- 明治4年3月1日（新暦換算：1871年4月20日） - 日本における近代郵便制度の創設に伴い、現在の地、東京府豊島郡日本橋元四日市町もとよっかいちちょう（現在の東京都中央区日本橋一丁目）に、駅逓司（現・日本郵政の前身）と四日市郵便役所（東京中央郵便局の前身）が設置される。
  - これをもって、当地は「日本の郵便発祥の地」とされる。
  - 建物は、幕末まで稼働していた魚類御用屋敷[* 2]をほとんど改修することなく転用したことが、前島密の回顧録で事細かに語られている。
- 1873年（明治6年）12月某日 - 駅逓寮庁舎（旧魚類御用屋敷）の大規模改築に着工。
- 1874年（明治7年）4月30日 - 駅逓寮新庁舎の竣工／擬洋風建築様式の美麗な新庁舎は、文明開化のシンボルとして注目を集め、東京名所の一つになった。※詳しくは「#明治の駅逓寮」を参照。
- 1888年（明治21年）2月某日 - 駅逓寮庁舎が火事で焼失。

#### 大正時代
- 1917年（大正6年）4月1日 - 現行施設である日本橋郵便局の開局。

#### 昭和時代
- 1928年（昭和3年） - 当地施設の最初の名称の一つ「四日市郵便役所」に冠されていた地名「四日市」が消滅／帝都復興計画の一環として施行された区画整理に伴い、元四日市町が通一丁目および江戸橋一丁目に編入されて消滅する。
- 1962年（昭和37年）4月20日 - 「郵便発祥の地」碑（ブロンズ製前島密胸像と「郵便発祥の地」石碑の一体化した記念碑）が、南西側通用口横に設置される／郵便創業90周年記念事業の一環として。現存。[1]　台座の役割も果たす石碑はこの時に造られたものであるが、胸像は前島密の生家である上野家で所蔵されていたものが移管された。
- 1964年（昭和39年）8月1日 - 風景印の使用開始。
- 1971年（昭和46年）4月20日 - 局前に、郵便創業100年記念ポストが設置される。現存。
- 1973年（昭和48年）9月某日 - 局舎の新築落成。
- 1985年（昭和60年）
  - 6月5日 - 前島密生誕150年を迎えて発売された記念切手（額面60円）の図案は、駅逓寮庁舎（1874-1888年）を背景とした前島密の肖像であった。
  - 6月5日 - 風景印の図案の刷新／現在のものに換わる。

#### 平成時代
- 1993年（平成5年）7月1日 - 外国通貨の両替および旅行小切手の売買に関する業務の取扱を開始[3]。
- 2003年（平成15年）4月1日 - 北側利用者入口の壁にある埋め込み式の「郵便発祥の地」プレートが、刷新される／日本郵政公社の発足に伴う。現存。
- 2007年（平成19年）10月1日 - 民営化に伴い、併設された郵便事業日本橋支店、かんぽ生命保険日本橋支店に一部業務を移管。
- 2008年（平成20年）8月6日 - 局舎内にて、JPローソンのグランドオープン。
- 2011年（平成23年）4月20日 - 郵便創業140周年を迎えて発売された記念切手（額面90円）の図案の一つは、駅逓寮庁舎（1874-1888年）を画題とした、先述の3代目歌川広重『東京開化名所 四日市郵便役所』であった。
- 2012年（平成24年）
  - 7月19日 - かんぽ生命保険日本橋支店を麻布支店に統合した上で廃止する。
  - 10月1日 - 日本郵便株式会社の発足に伴い、郵便事業日本橋支店を日本橋郵便局に統合。
- 2017年（平成29年）2月6日 - ゆうゆう窓口の24時間営業を廃止。

#### 令和時代
- 2024年（令和6年）5月4日 - にほんばし蔵前郵便局開局に伴い、ゆうゆう窓口の営業を終了。同局に集配業務、ゆうゆう窓口、私書箱、後納郵便等に関する手続きが移管される。郵便番号は〒103-8994に変更。

## 取扱内容
- 郵便、印紙、ゆうパック、内容証明
- 貯金、為替、振替、振込、国際送金、国債、投資信託
- 生命保険、バイク自賠責保険、変額年金保険
- ゆうちょ銀行ATM

## 風景印
現在、当局で使用されている風景印は、日本橋と「郵便発祥の地」碑（前島密像を含む）を図案化したもので、1985年（昭和60年）6月5日から使用されている。過去の風景印としては、橋柱の上に坐って東京市市章を持つ獅子を強調した日本橋をメインに据えながら上空間を走る首都高速道路を放射線のように描き込んだものがあり、1964年（昭和39年）8月1日から1985年（昭和60年）6月4日まで使用されていた。

## 周辺
- 東京証券取引所
- 野村證券本社
- 三菱倉庫本社
- コレド日本橋
- 江戸橋
- 日本橋
- 日本橋川

## アクセス
- 東京メトロ銀座線・東西線、都営浅草線 日本橋駅（D2出口）から徒歩約4分、東京メトロ銀座線・半蔵門線 三越前駅（B6出口）から徒歩約6分
- 都営バス 日本橋停留所もしくは兜町停留所下車
- 駐車場なし